# Élections présidentielles sous la Cinquième République dans la Loire
Depuis l'adoption de la Constitution de la Cinquième République française en 1958, dix élections présidentielles ont eu lieu afin d'élire le président de la République. Cette page présente les résultats de ces élections dans la Loire.

## Synthèse des résultats du second tour
La Loire vote traditionnellement dans la tendance nationale. En 2017, Emmanuel Macron obtient 2,5 points de moins qu'au niveau national.
| année | Répartition des exprimés | Répartition des exprimés | Participation (% des inscrits) | Blancs ou nuls (% des votants) |

| 2017 | Emmanuel Macron (63,86 %) (France : 66,10 %) | Marine Le Pen (36,14 %) (France : 33,90 %) | 75,85 % (France : 77,77 %) | 2,08 % (France : 2,47 %) |

| 2012 | François Hollande (50,5 %) (France : 51,64 %) | Nicolas Sarkozy (49,5 %) (France : 48,36 %) | 82,49 % (France : 80,35 %) | 1,91 % (France : 5,82 %) |

| 2007 | Nicolas Sarkozy (54,45 %) (France : 53,06 %) | Ségolène Royal (45,55 %) (France : 46,94 %) | 85,37 % (France : 83,97 %) | 1,42 % (France : 4,20 %) |

| 2002 | Jacques Chirac (79,42 %) (France : 82,21 %) | J.-M. Le Pen (20,58 %) (France : 17,79 %) | 72,8 % (France : 79,71 %) | 3,57 % (France : 3,38 %) |

| 1995 | Jacques Chirac (55,46 %) (France : 52,64 %) | Lionel Jospin (44,54 %) (France : 47,36 %) | 78,94 % (France : 78,38 %) | 2,81 % (France : 2,81 %) |

| 1988 | François Mitterrand (51,92 %) (France : 54,02 %) | Jacques Chirac (48,08 %) (France : 45,98 % %) | 79,73 % (France : 81,35 %) | 2 % (France : 2,00 %) |

| 1981 | François Mitterrand (51,1 %) (France : 51,76 %) | Valéry Giscard d'Estaing (48,9 %) (France : 48,24 %) | 79,25 % (France : 81,09 %) | 1,63 % (France : 1,62 %) |

| 1974 | Valéry Giscard d'Estaing (52,14 %) (France : 50,81 %) | François Mitterrand (47,86 %) (France : 49,19 %) | 81,94 % (France : 84,23 %) | 0,87 % (France : 0,92 %) |

| 1969 | Georges Pompidou (59,4 %) (France : 58,21 %) | Alain Poher (40,6 %) (France : 41,79 %) | 74,55 % (France : 77,59 %) | 1,17 % (France : 1,29 %) |

| 1965 | Charles de Gaulle (53,83 %) (France : 55,20 %) | François Mitterrand (46,17 %) (France : 44,80 %) | 82,86 % (France : 84,75 %) | 0,97 % (France : 1,01 %) |

|  | ▲ |

## Résultats détaillés par scrutin

### 2017
Le premier tour de l'élection présidentielle de 2017 voit s'affronter onze candidats. Emmanuel Macron arrive en tête devant Marine Le Pen et tous deux se qualifient pour le second tour. Néanmoins, avec François Fillon et Jean-Luc Mélenchon, les scores des quatre candidats ayant recueilli le plus de voix sont serrés (4,43 points entre le 1er et le 4e). Pour la première fois, aucun des candidats des deux partis politiques pourvoyeurs jusque-là des présidents de la Ve République, n'est présent au second tour. Celui-ci se tient le dimanche 7 mai et se solde par la victoire d'Emmanuel Macron, avec un total de 20 753 798 bulletins de vote en sa faveur, soit 66,10 % des suffrages exprimés, face à la candidate du Front national, qui recueille 33,90 %. Le scrutin est néanmoins marqué par une forte abstention et par un record de votes blancs ou nuls. 
Dans la Loire, Marine Le Pen arrive en tête du premier tour avec 24,08 % des exprimés, suivie de Emmanuel Macron (23,17 %), Jean-Luc Mélenchon (18,75 %), François Fillon (18,36 %) et Benoît Hamon (5,8 %). Au second tour, les électeurs ont voté à 63,86 % pour Emmanuel Macron contre 36,14 % pour Marine Le Pen avec un taux de participation de 75,85 % des inscrits.
|             | FN          | Marine Le Pen         | 94 222  | 24,08 %    | 123 714 | 36,14 %    |  |  |
|             | EM          | Emmanuel Macron       | 90 677  | 23,17 %    | 218 603 | 63,86 %    |  |  |
|             | LFi         | Jean-Luc Mélenchon    | 73 388  | 18,75 %    |         |            |  |  |
|             | LR          | François Fillon       | 71 848  | 18,36 %    |         |            |  |  |
|             | PS          | Benoît Hamon          | 22 698  | 5,8 %      |         |            |  |  |
|             | DlF         | Nicolas Dupont-Aignan | 22 689  | 5,8 %      |         |            |  |  |
|             | RES         | Jean Lassalle         | 5 041   | 1,29 %     |         |            |  |  |
|             | NPA         | Philippe Poutou       | 4 107   | 1,05 %     |         |            |  |  |
|             | UPR         | François Asselineau   | 3 483   | 0,89 %     |         |            |  |  |
|             | LO          | Nathalie Arthaud      | 2 547   | 0,65 %     |         |            |  |  |
|             | SeP         | Jacques Cheminade     | 667     | 0,17 %     |         |            |  |  |
|             |             |                       |         |            |         |            |  |  |
|             |             |                       | Nombre  | % inscrits | Nombre  | % inscrits |  |  |
| Inscrits    | Inscrits    | Inscrits              | 510 809 |            | 510 903 |            |  |  |
| Abstentions | Abstentions | Abstentions           | 108 838 | 21,31 %    | 123 362 | 24,15 %    |  |  |
| Votants     | Votants     | Votants               | 401 971 | 78,69 %    | 387 541 | 75,85 %    |  |  |
|             |             |                       |         |            |         |            |  |  |
|             |             |                       |         | % votants  |         | % votants  |  |  |
| Blancs      | Blancs      | Blancs                | 7 841   | 1,54 %     | 34 501  | 6,75 %     |  |  |
| Nuls        | Nuls        | Nuls                  | 2 763   | 0,54 %     | 10 723  | 2,1 %      |  |  |
| Exprimés    | Exprimés    | Exprimés              | 391 367 | 76,62 %    | 342 317 | 67 %       |  |  |

### 2012
Hollande, désigné par le PS à la suite d'une primaire ouverte, devance Sarkozy dès le premier tour de l'élection présidentielle de 2012 : c'est la première fois qu'un président sortant est ainsi devancé. Au second tour, Sarkozy est battu mais par un écart plus faible qu'attendu.
Dans la Loire, François Hollande arrive en tête du premier tour avec 26,46 % des exprimés, suivi de Nicolas Sarkozy (25,07 %), Marine Le Pen (21,55 %), Jean-Luc Mélenchon (11,18 %) et François Bayrou (9,75 %). Au second tour, les électeurs ont voté à 50,5 % pour François Hollande contre 49,5 % pour Nicolas Sarkozy avec un taux de participation de 81,64 % des inscrits.
|                | PS             | François Hollande     | 109 122 | 26,46 %    | 196 522 | 50,5 %     |  |  |
|                | UMP            | Nicolas Sarkozy       | 103 410 | 25,07 %    | 192 621 | 49,5 %     |  |  |
|                | FN             | Marine Le Pen         | 88 877  | 21,55 %    |         |            |  |  |
|                | FG             | Jean-Luc Mélenchon    | 46 104  | 11,18 %    |         |            |  |  |
|                | MoDem          | François Bayrou       | 40 209  | 9,75 %     |         |            |  |  |
|                | DLF            | Nicolas Dupont-Aignan | 8 705   | 2,11 %     |         |            |  |  |
|                | EELV           | Éva Joly              | 8 090   | 1,96 %     |         |            |  |  |
|                | NPA            | Philippe Poutou       | 4 464   | 1,08 %     |         |            |  |  |
|                | LO             | Nathalie Arthaud      | 2 503   | 0,61 %     |         |            |  |  |
|                | S&P            | Jacques Cheminade     | 939     | 0,23 %     |         |            |  |  |
|                |                |                       |         |            |         |            |  |  |
|                |                |                       | Nombre  | % inscrits | Nombre  | % inscrits |  |  |
| Inscrits       | Inscrits       | Inscrits              | 509 701 |            | 509 732 |            |  |  |
| Abstentions    | Abstentions    | Abstentions           | 89 226  | 17,51 %    | 93 595  | 18,36 %    |  |  |
| Votants        | Votants        | Votants               | 420 475 | 82,49 %    | 416 137 | 81,64 %    |  |  |
|                |                |                       |         |            |         |            |  |  |
|                |                |                       |         | % votants  |         | % votants  |  |  |
| Blancs ou nuls | Blancs ou nuls | Blancs ou nuls        | 8 052   | 1,91 %     | 26 994  | 6,49 %     |  |  |
| Exprimés       | Exprimés       | Exprimés              | 412 423 | 98,09 %    | 389 143 | 98,09 %    |  |  |

### 2007
Au premier tour de l'élection présidentielle de 2007, Sarkozy réussit à capter une partie des voix de Le Pen et arrive largement en tête. Royal est la première femme qualifiée pour le second tour d'une élection présidentielle. Elle est battue avec une avance de 6 points.
Dans la Loire, Nicolas Sarkozy arrive en tête du premier tour avec 29,67 % des exprimés, suivi de Ségolène Royal (23,82 %), François Bayrou (19,97 %), Jean-Marie Le Pen (11,96 %) et Olivier Besancenot (4,18 %). Au second tour, les électeurs ont voté à 54,45 % pour Nicolas Sarkozy contre 45,55 % pour Ségolène Royal avec un taux de participation de 84,38 % des inscrits.
|                | UMP            | Nicolas Sarkozy      | 126 310 | 29,67 %    | 221 648 | 54,45 %    |  |  |
|                | PS             | Ségolène Royal       | 101 389 | 23,82 %    | 185 421 | 45,55 %    |  |  |
|                | UDF            | François Bayrou      | 85 007  | 19,97 %    |         |            |  |  |
|                | FN             | Jean-Marie Le Pen    | 50 912  | 11,96 %    |         |            |  |  |
|                | LCR            | Olivier Besancenot   | 17 793  | 4,18 %     |         |            |  |  |
|                | MPF            | Philippe de Villiers | 11 381  | 2,67 %     |         |            |  |  |
|                | GPA            | Marie-George Buffet  | 8 334   | 1,96 %     |         |            |  |  |
|                | Les Verts      | Dominique Voynet     | 6 802   | 1,6 %      |         |            |  |  |
|                | LO             | Arlette Laguiller    | 5 918   | 1,39 %     |         |            |  |  |
|                | SE             | José Bové            | 5 892   | 1,38 %     |         |            |  |  |
|                | CPNT           | Frédéric Nihous      | 4 335   | 1,02 %     |         |            |  |  |
|                | CNRSP          | Gérard Schivardi     | 1 634   | 0,38 %     |         |            |  |  |
|                |                |                      |         |            |         |            |  |  |
|                |                |                      | Nombre  | % inscrits | Nombre  | % inscrits |  |  |
| Inscrits       | Inscrits       | Inscrits             | 505 865 |            | 505 913 |            |  |  |
| Abstentions    | Abstentions    | Abstentions          | 74 020  | 14,63 %    | 79 025  | 15,62 %    |  |  |
| Votants        | Votants        | Votants              | 431 845 | 85,37 %    | 426 888 | 84,38 %    |  |  |
|                |                |                      |         |            |         |            |  |  |
|                |                |                      |         | % votants  |         | % votants  |  |  |
| Blancs ou nuls | Blancs ou nuls | Blancs ou nuls       | 6 138   | 1,42 %     | 19 819  | 4,64 %     |  |  |
| Exprimés       | Exprimés       | Exprimés             | 425 707 | 98,58 %    | 407 069 | 95,36 %    |  |  |

### 2002
Après cinq années de cohabitation, un duel est attendu entre Chirac et le Premier ministre Jospin lors de l'élection présidentielle de 2002, mais, à la surprise générale, ce dernier est devancé par Le Pen au premier tour. Au second tour, Chirac bénéficie du ralliement de la gauche et reçoit un score sans précédent. Il s'agit de la première élection pour un mandat de cinq ans et non plus sept.
Dans la Loire, Jean-Marie  Le Pen arrive en tête du premier tour avec 21,67 % des exprimés, suivi de Jacques  Chirac (16,89 %), Lionel  Jospin (13,4 %), François Bayrou (8,04 %) et Jean-Pierre  Chevenement (6,05 %). Au second tour, les électeurs ont voté à 79,42 % pour Jacques  Chirac contre 20,58 % pour Jean-Marie  Le Pen avec un taux de participation de 79,65 % des inscrits.
|                | FN             | Jean-Marie Le Pen       | 73 638  | 21,67 %    | 75 025  | 20,58 %    |  |  |
|                | RPR            | Jacques Chirac          | 57 378  | 16,89 %    | 289 594 | 79,42 %    |  |  |
|                | PS             | Lionel Jospin           | 45 519  | 13,4 %     |         |            |  |  |
|                | UDF            | François Bayrou         | 27 300  | 8,04 %     |         |            |  |  |
|                | MC             | Jean-Pierre Chevènement | 20 567  | 6,05 %     |         |            |  |  |
|                | LO             | Arlette Laguiller       | 19 208  | 5,65 %     |         |            |  |  |
|                | Les Verts      | Noël Mamère             | 17 096  | 5,03 %     |         |            |  |  |
|                | LCR            | Olivier Besancenot      | 14 887  | 4,38 %     |         |            |  |  |
|                | DL             | Alain Madelin           | 13 951  | 4,11 %     |         |            |  |  |
|                | PC             | Robert Hue              | 11 404  | 3,36 %     |         |            |  |  |
|                | CPNT           | Jean Saint-Josse        | 10 882  | 3,2 %      |         |            |  |  |
|                | MNR            | Bruno Mégret            | 9 808   | 2,89 %     |         |            |  |  |
|                | Cap21          | Corinne Lepage          | 6 154   | 1,81 %     |         |            |  |  |
|                | PRG            | Christiane Taubira      | 5 449   | 1,6 %      |         |            |  |  |
|                | FRS            | Christine Boutin        | 4 823   | 1,42 %     |         |            |  |  |
|                | PT             | Daniel Gluckstein       | 1 681   | 0,49 %     |         |            |  |  |
|                |                |                         |         |            |         |            |  |  |
|                |                |                         | Nombre  | % inscrits | Nombre  | % inscrits |  |  |
| Inscrits       | Inscrits       | Inscrits                | 483 976 |            | 483 994 |            |  |  |
| Abstentions    | Abstentions    | Abstentions             | 131 647 | 27,2 %     | 98 498  | 20,35 %    |  |  |
| Votants        | Votants        | Votants                 | 352 329 | 72,8 %     | 385 496 | 79,65 %    |  |  |
|                |                |                         |         |            |         |            |  |  |
|                |                |                         |         | % votants  |         | % votants  |  |  |
| Blancs ou nuls | Blancs ou nuls | Blancs ou nuls          | 12 584  | 3,57 %     | 20 877  | 5,42 %     |  |  |
| Exprimés       | Exprimés       | Exprimés                | 339 745 | 96,43 %    | 364 619 | 94,58 %    |  |  |

### 1995
Après une nouvelle cohabitation et alors que la droite est particulièrement divisée entre Chirac et le Premier ministre Balladur, Jospin réussit à arriver en tête au premier tour de l'élection présidentielle de 1995, malgré la très lourde défaite de la gauche aux législatives de 1993. Au second tour, il est battu par Chirac.
Dans la Loire, Jean-Marie Le Pen arrive en tête du premier tour avec 21,08 % des exprimés, suivi de Lionel Jospin (20,39 %), Édouard Balladur (18,85 %), Jacques Chirac (17,66 %) et Robert Hue (8,46 %). Au second tour, les électeurs ont voté à 55,46 % pour Jacques Chirac contre 44,54 % pour Lionel Jospin avec un taux de participation de 77,86 % des inscrits.
|                | FN             | Jean-Marie Le Pen    | 78 674  | 21,08 %    |         |            |  |  |
|                | PS             | Lionel Jospin        | 76 096  | 20,39 %    | 156 951 | 44,54 %    |  |  |
|                | RPR            | Édouard Balladur     | 70 354  | 18,85 %    |         |            |  |  |
|                | RPR            | Jacques Chirac       | 65 906  | 17,66 %    | 195 428 | 55,46 %    |  |  |
|                | PC             | Robert Hue           | 31 573  | 8,46 %     |         |            |  |  |
|                | LO             | Arlette Laguiller    | 18 858  | 5,05 %     |         |            |  |  |
|                | MPF            | Philippe de Villiers | 18 296  | 4,9 %      |         |            |  |  |
|                | Les Verts      | Dominique Voynet     | 12 544  | 3,36 %     |         |            |  |  |
|                | S&P            | Jacques Cheminade    | 949     | 0,25 %     |         |            |  |  |
|                |                |                      |         |            |         |            |  |  |
|                |                |                      | Nombre  | % inscrits | Nombre  | % inscrits |  |  |
| Inscrits       | Inscrits       | Inscrits             | 486 507 |            | 486 481 |            |  |  |
| Abstentions    | Abstentions    | Abstentions          | 102 466 | 21,06 %    | 107 702 | 22,14 %    |  |  |
| Votants        | Votants        | Votants              | 384 041 | 78,94 %    | 378 779 | 77,86 %    |  |  |
|                |                |                      |         |            |         |            |  |  |
|                |                |                      |         | % votants  |         | % votants  |  |  |
| Blancs ou nuls | Blancs ou nuls | Blancs ou nuls       | 10 791  | 2,81 %     | 26 400  | 6,97 %     |  |  |
| Exprimés       | Exprimés       | Exprimés             | 373 250 | 97,19 %    | 352 379 | 93,03 %    |  |  |

### 1988
Après deux ans de cohabitation, Mitterrand affronte le Premier ministre Chirac lors de l'élection présidentielle de 1988. Le Pen obtient au premier tour un score jusque-là sans précédent pour un parti d'extrême droite. Au second tour, Mitterrand est facilement réélu.
Dans la Loire, François Mitterrand arrive en tête du premier tour avec 30,42 % des exprimés, suivi de Raymond Barre (18,51 %), Jacques Chirac (17,93 %), Jean-Marie Le Pen (17,36 %) et André Lajoinie (6,98 %). Au second tour, les électeurs ont voté à 51,92 % pour François Mitterrand contre 48,08 % pour Jacques Chirac avec un taux de participation de 82,66 % des inscrits.
|                | PS                    | François Mitterrand | 113 515 | 30,42 %    | 196 872 | 51,92 %    |  |  |
|                | SE                    | Raymond Barre       | 69 075  | 18,51 %    |         |            |  |  |
|                | RPR                   | Jacques Chirac      | 66 909  | 17,93 %    | 182 287 | 48,08 %    |  |  |
|                | FN                    | Jean-Marie Le Pen   | 64 808  | 17,36 %    |         |            |  |  |
|                | PC                    | André Lajoinie      | 26 054  | 6,98 %     |         |            |  |  |
|                | Les Verts             | Antoine Waechter    | 15 141  | 4,06 %     |         |            |  |  |
|                | Communiste rénovateur | Pierre Juquin       | 8 429   | 2,26 %     |         |            |  |  |
|                | LO                    | Arlette Laguiller   | 7 574   | 2,03 %     |         |            |  |  |
|                | MPT                   | Pierre Boussel      | 1 710   | 0,46 %     |         |            |  |  |
|                |                       |                     |         |            |         |            |  |  |
|                |                       |                     | Nombre  | % inscrits | Nombre  | % inscrits |  |  |
| Inscrits       | Inscrits              | Inscrits            | 477 662 |            | 477 541 |            |  |  |
| Abstentions    | Abstentions           | Abstentions         | 96 811  | 20,27 %    | 82 808  | 17,34 %    |  |  |
| Votants        | Votants               | Votants             | 380 851 | 79,73 %    | 394 733 | 82,66 %    |  |  |
|                |                       |                     |         |            |         |            |  |  |
|                |                       |                     |         | % votants  |         | % votants  |  |  |
| Blancs ou nuls | Blancs ou nuls        | Blancs ou nuls      | 7 636   | 2 %        | 15 574  | 3,95 %     |  |  |
| Exprimés       | Exprimés              | Exprimés            | 373 215 | 98 %       | 379 159 | 96,05 %    |  |  |

### 1981
Lors de l'élection présidentielle de 1981, Giscard d'Estaing arrive en tête au premier tour et affronte, comme la fois précédente, Mitterrand. Pour la première fois, un président sortant est battu : Mitterrand devient le premier président de gauche de la Ve République.
Dans la Loire, Valéry Giscard d'Estaing arrive en tête du premier tour avec 29,28 % des exprimés, suivi de François Mitterrand (24,71 %), Jacques Chirac (17,27 %), Georges Marchais (15,84 %) et Brice Lalonde (4,09 %). Au second tour, les électeurs ont voté à 52,14 % pour François Mitterrand contre 48,9 % pour Valéry Giscard d'Estaing avec un taux de participation de 84,75 % des inscrits.
|                | UDF            | Valéry Giscard d'Estaing | 108 556 | 29,28 %    | 191 695 | 48,9 %     |  |  |
|                | PS             | François Mitterrand      | 91 612  | 24,71 %    | 200 281 | 51,1 %     |  |  |
|                | RPR            | Jacques Chirac           | 64 021  | 17,27 %    |         |            |  |  |
|                | PC             | Georges Marchais         | 58 743  | 15,84 %    |         |            |  |  |
|                | MEP            | Brice Lalonde            | 15 179  | 4,09 %     |         |            |  |  |
|                | LO             | Arlette Laguiller        | 7 873   | 2,12 %     |         |            |  |  |
|                | MRG            | Michel Crépeau           | 7 094   | 1,91 %     |         |            |  |  |
|                | Divers droite  | Michel Debré             | 6 688   | 1,8 %      |         |            |  |  |
|                | PSU            | Huguette Bouchardeau     | 6 247   | 1,68 %     |         |            |  |  |
|                | Divers droite  | Marie-France Garaud      | 4 730   | 1,28 %     |         |            |  |  |
|                |                |                          |         |            |         |            |  |  |
|                |                |                          | Nombre  | % inscrits | Nombre  | % inscrits |  |  |
| Inscrits       | Inscrits       | Inscrits                 | 475 584 |            | 475 590 |            |  |  |
| Abstentions    | Abstentions    | Abstentions              | 98 707  | 20,75 %    | 72 535  | 15,25 %    |  |  |
| Votants        | Votants        | Votants                  | 376 877 | 79,25 %    | 403 055 | 84,75 %    |  |  |
|                |                |                          |         |            |         |            |  |  |
|                |                |                          |         | % votants  |         | % votants  |  |  |
| Blancs ou nuls | Blancs ou nuls | Blancs ou nuls           | 6 134   | 1,63 %     | 11 079  | 2,75 %     |  |  |
| Exprimés       | Exprimés       | Exprimés                 | 370 743 | 98,37 %    | 391 976 | 97,25 %    |  |  |

### 1974
L'élection présidentielle de 1974 est une élection anticipée à la suite de la mort de Pompidou. Mitterrand, candidat unique de la gauche, est largement en tête au premier tour devant Giscard d'Estaing, qui distance lui-même Chaban-Delmas. Au terme d'une campagne animée, marquée par un débat télévisé tendu, Giscard d'Estaing l'emporte avec une très courte avance.
Dans la Loire, François Mitterrand arrive en tête du premier tour avec 41,46 % des exprimés, suivi de Valéry Giscard d'Estaing (36,31 %), Jacques Chaban-Delmas (12,83 %), Jean Royer (3,51 %) et Arlette Laguiller (2,59 %). Au second tour, les électeurs ont voté à 52,14 % pour Valéry Giscard d'Estaing contre 47,86 % pour François Mitterrand avec un taux de participation de 85,42 % des inscrits.
|                | PS             | François Mitterrand      | 141 065 | 41,46 %    | 169 144 | 47,86 %    |  |  |
|                | RI             | Valéry Giscard d'Estaing | 123 542 | 36,31 %    | 184 268 | 52,14 %    |  |  |
|                | UDR            | Jacques Chaban-Delmas    | 43 643  | 12,83 %    |         |            |  |  |
|                | SE             | Jean Royer               | 11 945  | 3,51 %     |         |            |  |  |
|                | LO             | Arlette Laguiller        | 8 828   | 2,59 %     |         |            |  |  |
|                | SE, écologiste | René Dumont              | 4 351   | 1,28 %     |         |            |  |  |
|                | FN             | Jean-Marie Le Pen        | 2 483   | 0,73 %     |         |            |  |  |
|                | MDSF           | Émile Muller             | 2 032   | 0,6 %      |         |            |  |  |
|                | FCR            | Alain Krivine            | 1 128   | 0,33 %     |         |            |  |  |
|                | NAR            | Bertrand Renouvin        | 624     | 0,18 %     |         |            |  |  |
|                | MFE            | Jean-Claude Sebag        | 464     | 0,14 %     |         |            |  |  |
|                |                |                          |         |            |         |            |  |  |
|                |                |                          | Nombre  | % inscrits | Nombre  | % inscrits |  |  |
| Inscrits       | Inscrits       | Inscrits                 | 418 900 |            | 418 900 |            |  |  |
| Abstentions    | Abstentions    | Abstentions              | 75 636  | 18,06 %    | 61 084  | 14,58 %    |  |  |
| Votants        | Votants        | Votants                  | 343 264 | 81,94 %    | 357 816 | 85,42 %    |  |  |
|                |                |                          |         |            |         |            |  |  |
|                |                |                          |         | % votants  |         | % votants  |  |  |
| Blancs ou nuls | Blancs ou nuls | Blancs ou nuls           | 2 988   | 0,87 %     | 4 404   | 1,23 %     |  |  |
| Exprimés       | Exprimés       | Exprimés                 | 340 276 | 99,13 %    | 353 412 | 98,77 %    |  |  |

### 1969
L'élection présidentielle de 1969 est une élection anticipée à la suite de la démission de De Gaulle. La gauche se lance désunie dans la course et, bien que Duclos (PCF) manque de le devancer, c'est le président par intérim Poher qui accède au second tour face à l'ex-Premier ministre Pompidou. Alors que Duclos refuse d'appeler à voter au second tour pour « bonnet blanc ou blanc bonnet », Pompidou est finalement largement élu.
Dans la Loire, Georges Pompidou arrive en tête du premier tour avec 43,96 % des exprimés, suivi de Alain Poher (24,94 %), Jacques Duclos (20,13 %), Michel Rocard (4,27 %) et Gaston Defferre (4,19 %). Au second tour, les électeurs ont voté à 59,4 % pour Georges Pompidou contre 40,6 % pour Alain Poher avec un taux de participation de 65,09 % des inscrits.
|                | UDR            | Georges Pompidou | 135 191 | 43,96 %    | 152 158 | 59,4 %     |  |  |
|                | CD             | Alain Poher      | 76 698  | 24,94 %    | 103 990 | 40,6 %     |  |  |
|                | PC             | Jacques Duclos   | 61 909  | 20,13 %    |         |            |  |  |
|                | PSU            | Michel Rocard    | 13 145  | 4,27 %     |         |            |  |  |
|                | SFIO           | Gaston Defferre  | 12 890  | 4,19 %     |         |            |  |  |
|                | SE             | Louis Ducatel    | 4 466   | 1,45 %     |         |            |  |  |
|                | LC             | Alain Krivine    | 3 242   | 1,05 %     |         |            |  |  |
|                |                |                  |         |            |         |            |  |  |
|                |                |                  | Nombre  | % inscrits | Nombre  | % inscrits |  |  |
| Inscrits       | Inscrits       | Inscrits         | 417 404 |            | 417 417 |            |  |  |
| Abstentions    | Abstentions    | Abstentions      | 106 220 | 25,45 %    | 145 722 | 34,91 %    |  |  |
| Votants        | Votants        | Votants          | 311 184 | 74,55 %    | 271 695 | 65,09 %    |  |  |
|                |                |                  |         |            |         |            |  |  |
|                |                |                  |         | % votants  |         | % votants  |  |  |
| Blancs ou nuls | Blancs ou nuls | Blancs ou nuls   | 3 643   | 1,17 %     | 15 547  | 5,72 %     |  |  |
| Exprimés       | Exprimés       | Exprimés         | 307 541 | 98,83 %    | 256 148 | 94,28 %    |  |  |

### 1965
L'élection présidentielle de 1965 est la première élection au suffrage universel direct à la suite du référendum d'octobre 1962. De Gaulle est mis en ballottage, à la surprise générale, par Mitterrand, candidat unique de la gauche. La campagne du second tour est axée sur l'Europe et les relations internationales ainsi que sur l'armement nucléaire. De Gaulle est finalement réélu avec une large avance.
Dans la Loire, Charles de Gaulle arrive en tête du premier tour avec 38,64 % des exprimés, suivi de François Mitterrand (30,68 %), Jean Lecanuet (22,27 %), Jean-Louis Tixier-Vignancour (5 %) et Pierre Marcilhacy (1,87 %). Au second tour, les électeurs ont voté à 53,83 % pour Charles de Gaulle contre 46,17 % pour François Mitterrand avec un taux de participation de 82,09 % des inscrits.
|                | UNR            | Charles de Gaulle            | 130 557 | 38,64 %    | 174 933 | 53,83 %    |  |  |
|                | CIR            | François Mitterrand          | 103 668 | 30,68 %    | 150 042 | 46,17 %    |  |  |
|                | MRP            | Jean Lecanuet                | 75 250  | 22,27 %    |         |            |  |  |
|                | SE             | Jean-Louis Tixier-Vignancour | 16 887  | 5 %        |         |            |  |  |
|                | PLE            | Pierre Marcilhacy            | 6 325   | 1,87 %     |         |            |  |  |
|                | SE             | Marcel Barbu                 | 5 201   | 1,54 %     |         |            |  |  |
|                |                |                              |         |            |         |            |  |  |
|                |                |                              | Nombre  | % inscrits | Nombre  | % inscrits |  |  |
| Inscrits       | Inscrits       | Inscrits                     | 411 765 |            | 411 746 |            |  |  |
| Abstentions    | Abstentions    | Abstentions                  | 70 575  | 17,14 %    | 73 763  | 17,91 %    |  |  |
| Votants        | Votants        | Votants                      | 341 190 | 82,86 %    | 337 983 | 82,09 %    |  |  |
|                |                |                              |         |            |         |            |  |  |
|                |                |                              |         | % votants  |         | % votants  |  |  |
| Blancs ou nuls | Blancs ou nuls | Blancs ou nuls               | 3 302   | 0,97 %     | 13 008  | 3,85 %     |  |  |
| Exprimés       | Exprimés       | Exprimés                     | 337 888 | 99,03 %    | 324 975 | 96,15 %    |  |  |